# Profondità di scarica
La Profondità di scarica (Depth Of Discharge - DOD) è una misura di quanta energia è stata prelevata da una batteria, viene espressa in una percentuale della capacità totale della batteria.
Per esempio, una batteria da 100 Ah a cui sono stati prelevati 30 Ah ha una profondità di scarica del 30%.
La profondità di scarica è lo stato complementare dello stato di carica (State Of Charge - SOC), dove basandosi all'esempio precedente, la batteria ha uno stato di carica del 70%.
A secondo della tecnologia della batteria si hanno DOD massimi e consigliati differenti, in base anche alla durata desiderata della batteria o alla prestazione richiesta alla batteria.